# Typhinellus amoenus
Typhinellus amoenus is een slakkensoort uit de familie van de Muricidae. De wetenschappelijke naam van de soort is voor het eerst geldig gepubliceerd in 1994 door Houart.